# Glimschoteltje
Glimschoteltje (Lecania) is een geslacht van korstmossen behorend tot de familie Ramalinaceae. De typesoort is Lecania fuscella.

## Soorten
Volgens Index Fungorum bevat het geslacht 65 soorten (peildatum januari 2023):
| Soortnaam                                             | Auteur(s)                                                        | Publicatiejaar |
| ----------------------------------------------------- | ---------------------------------------------------------------- | -------------- |
| Lecania arizonica                                     | B.D. Ryan & van den Boom                                         | 2004           |
| Lecania atrynoides (dijkenglimschoteltje)             | M. Knowles                                                       | 1913           |
| Lecania azorica                                       | van den Boom                                                     | 2016           |
| Lecania baeomma                                       | (Nyl.) P. James & J.R. Laundon                                   | 1980           |
| Lecania belgica                                       | van den Boom & Reese Næsb.                                       | 2007           |
| Lecania brattiae                                      | B.D. Ryan & van den Boom                                         | 2004           |
| Lecania caloplacicola                                 | B.D. Ryan & van den Boom                                         | 2004           |
| Lecania chalcophila                                   | B.D. Ryan & van den Boom                                         | 2004           |
| Lecania chirisanensis                                 | S.Y. Kondr., Lőkös & Hur                                         | 2015           |
| Lecania chlaronoides                                  | Müll. Arg.                                                       | 1895           |
| Lecania circumpallescens                              | (Nyl.) Kotlov                                                    | 2004           |
| Lecania coeruleorubella                               | (Mudd) M. Mayrhofer                                              | 1988           |
| Lecania coerulescens                                  | Mudd                                                             | 1861           |
| Lecania coreana                                       | S.Y. Kondr., Lőkös & Hur                                         | 2013           |
| Lecania croatica                                      | (Zahlbr.) Kotlov                                                 | 2004           |
| Lecania cuprea (muurglimschoteltje)                   | (A. Massal.) van den Boom & Coppins                              | 1992           |
| Lecania cyrtella (boomglimschoteltje)                 | (Ach.) Th. Fr.                                                   | 1871           |
| Lecania cyrtellina (Smalsporig boomglimschoteltje)    | (Nyl.) Zahlbr.                                                   | 1928           |
| Lecania dubitans                                      | (Nyl.) A.L. Sm.                                                  | 1918           |
| Lecania erysibe (stofglimschoteltje)                  | (Ach.) Mudd                                                      | 1861           |
| Lecania euphorbiae                                    | van den Boom & Etayo                                             | 2017           |
| Lecania fabacea                                       | (Müll. Arg.) Müll. Arg.                                          | 1895           |
| Lecania franciscana                                   | (Tuck.) K. Knudsen & Lendemer                                    | 2007           |
| Lecania fructigena                                    | Zahlbr.                                                          | 1914           |
| Lecania fuscella (Kristalglimschoteltje)              | (Schaer.) A. Massal.                                             | 1853           |
| Lecania fuscelloides                                  | B.D. Ryan & van den Boom                                         | 2004           |
| Lecania glauca                                        | Øvstedal & Søchting                                              | 2004           |
| Lecania graminum                                      | (Vain.) Gerasimova & S. Ekman                                    | 2017           |
| Lecania granulata                                     | Coppins & Fryday                                                 | 2012           |
| Lecania heardensis                                    | C.W. Dodge                                                       | 1948           |
| Lecania hutchinsiae (bol glimschoteltje)              | (Nyl.) A.L. Sm.                                                  | 1918           |
| Lecania hydrophobica                                  | T. Sprib. & Fryday                                               | 2020           |
| Lecania inundata (papilleus glimschoteltje)           | (Hepp ex Körb.) M. Mayrhofer                                     | 1987           |
| Lecania johnstonii                                    | C.W. Dodge                                                       | 1948           |
| Lecania juniperi                                      | van den Boom                                                     | 2012           |
| Lecania leprosa                                       | Reese Næsb. & Vondrák                                            | 2008           |
| Lecania madida                                        | Reese Næsb. & Björk                                              | 2008           |
| Lecania makarevicziae                                 | Moniri, S.Y. Kondr. & van den Boom                               | 2016           |
| Lecania maritima                                      | Kantvilas & van den Boom                                         | 2015           |
| Lecania molliuscula                                   | Müll. Arg.                                                       | 1895           |
| Lecania muelleriana                                   | Zahlbr.                                                          | 1928           |
| Lecania naegelii (rookglimschoteltje)                 | (Hepp) Diederich & van den Boom                                  | 1994           |
| Lecania nigra                                         | van den Boom & Ertz                                              | 2012           |
| Lecania nylanderiana (gesepteerd steenglimschoteltje) | A. Massal.                                                       | 1856           |
| Lecania olivacella                                    | (Nyl.) Zahlbr.                                                   | 1928           |
| Lecania pacifica                                      | Zahlbr. ex B.D. Ryan & van den Boom                              | 2004           |
| Lecania platygraphoides                               | (Nyl. ex Hue) Zahlbr.                                            | 1928           |
| Lecania poeltii                                       | van den Boom, Alonso & Egea                                      | 1996           |
| Lecania polycarpa                                     | (Müll. Arg.) Kantvilas & van den Boom                            | 2015           |
| Lecania polycycla                                     | (Anzi) Lettau                                                    | 1912           |
| Lecania rabenhorstii (steenglimschoteltje)            | (Hepp) Arnold                                                    | 1884           |
| Lecania rinodinoides                                  | S.Y. Kondr., Lőkös & Hur                                         | 2013           |
| Lecania ryaniana                                      | van den Boom                                                     | 2004           |
| Lecania safavidiorum                                  | (S.Y. Kondr., Zarei-Darki, Lőkös & Hur) S.Y. Kondr., Lőkös & Hur | 2021           |
| Lecania sanguinolenta                                 | (Stirt.) Zahlbr.                                                 | 1928           |
| Lecania sessilisoraliata                              | Yazıcı & Aptroot                                                 | 2017           |
| Lecania sipmanii                                      | van den Boom & Zedda                                             | 2000           |
| Lecania sordida (grafglimschoteltje)                  | Reese Næsb.                                                      | 2008           |
| Lecania spadicea (gelobd glimschoteltje)              | (Flot.) Zahlbr.                                                  | 1915           |
| Lecania suavis                                        | (Müll. Arg.) Mig.                                                | 1926           |
| Lecania subfuscula (miskend glimschoteltje)           | (Nyl.) S. Ekman                                                  | 1996           |
| Lecania sylvestris (kalkglimschoteltje)               | (Arnold) Arnold                                                  | 1884           |
| Lecania triseptatoides                                | van den Boom & Moniri                                            | 2018           |
| Lecania turicensis (rijpglimschoteltje)               | (Hepp) Müll. Arg.                                                | 1862           |
| Lecania vermispora                                    | Fryday                                                           | 2019           |